# Plaza Colón (Córdoba)
La Plaza Colón es una de las más bellas plazas de la ciudad de Córdoba. Está ubicada entre la Avenida Colón y las calles Rodríguez Peña, Avellaneda y Santa Rosa en Barrio Alberdi. Fue construida en 1888 con el nombre de Plaza Juárez Celman, renombrada Plaza Colón en 1892, siendo remodelada en 1955 y en 2022. La fuente, las estatuas, columnas, los mástiles y macetones eran parte del Pabellón Argentino en la Exposición Universal de París (1889) y fueron entregados a Córdoba por el Presidente de la Nación Miguel Juárez Celman, quien era oriundo de dicha ciudad.

## Historia

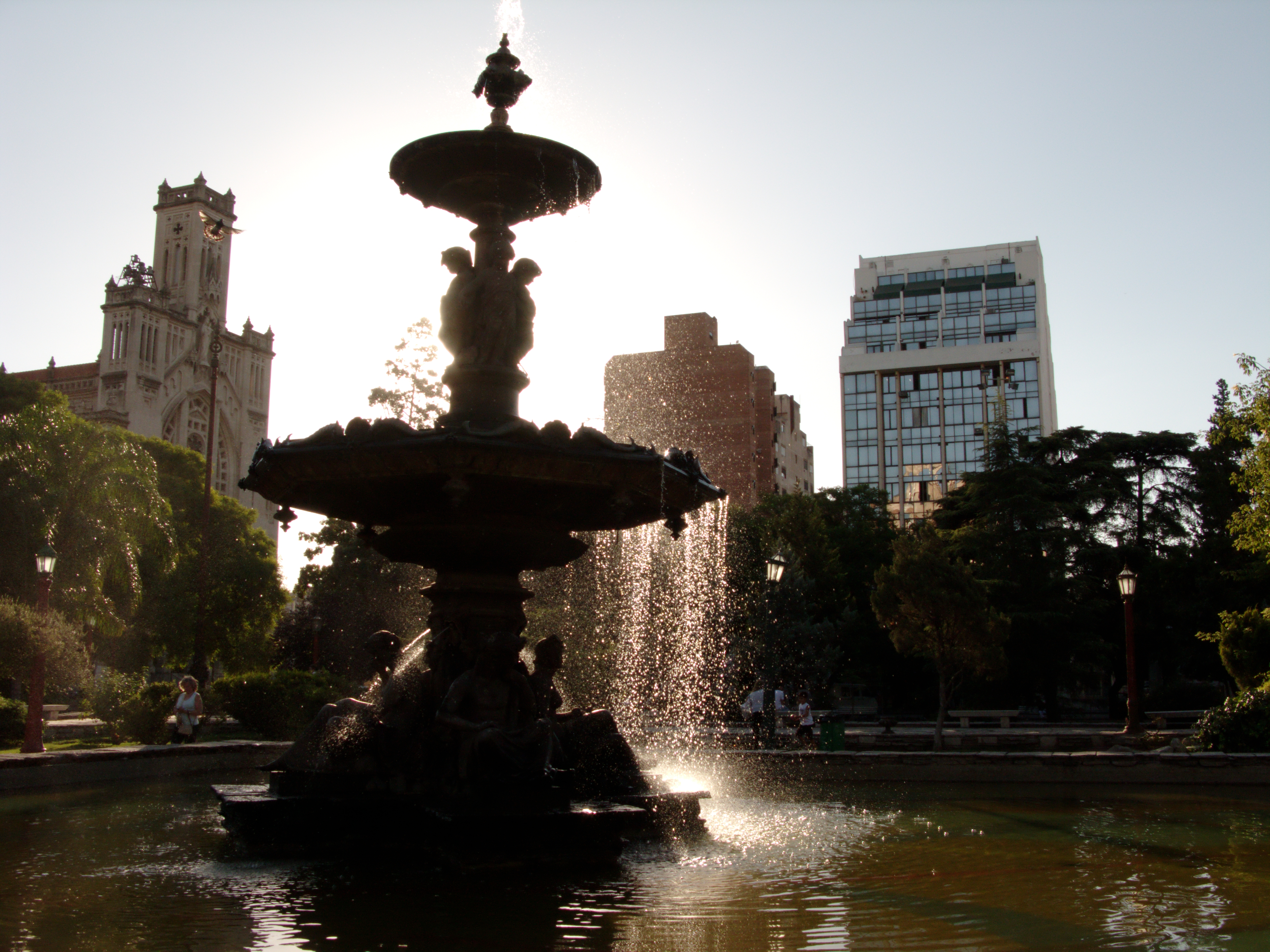
Plaza Colón, detalle de la fuente

La construcción de este paseo inició en el año 1887 y finalizó en 1889, el mismo período en el que Francia levantó la Torre Eiffel. Sus estatuas de gran valor arquitectónico y patrimonial formaron parte del pabellón de Argentina en la Exposición Universal de París de 1889 y fueron donadas a Córdoba por el entonces presidente de la ciudad de Argentina, Miguel Juárez Celman.

## Características
Su fuente principal tiene casi seis metros de alto y está en el centro de la plaza. Contiene dos piletas superpuestas decoradas. En la parte superior, con un grupo de niños tomados de la mano y, en la parte inferior, con cuatro estatuas: el dios romano del mar Neptuno y su esposa Anfitrite, el mortal Acis y la nereida Galatea, sentados en cuerdas marítimas.
La fuente se completa con una gran pileta con paredes de lajas y hormigón. El piso está revestido con mosaicos venecianos en diseño de colores que orquestó el arquitecto Carlos David en la década de 1950.
En la parte posterior se erige otra fuente de “murmullo”. El agua cae en la pileta principal mediante pequeñas canaletas que simulan los “murmullos” o “Susurros” del mar. Los escultores fueron Mathurin Moreau y Michel Joseph Napoléon Liénard.
Posee siete estatuas que representan a las deidades griegas de la ciencia, el arte, la agricultura, el comercio, la marina, la industria femenina y la navegación. La octava fue vandalizada y destruida parcialmente por lo que se retiró décadas atrás. Los escultores fueron: Augustin Pajou (El Arte, La Ciencia); Mathurin Moreau (La marina, El Comercio, La Industria Femenina, La Agricultura); Antoine-Denis Chaudet (La Navegación).
Cuenta además con cuatro astas ubicadas en cada esquina de la plaza. Dos “soberanas” para sostener la bandera nacional y otras dos “festivas”, donde colgar banderines que aluden a días de celebración. En la base, se puede leer la firma de la empresa de fundición de hierro: Val d’Osne.
Ocho columnatas cierran el fondo de la plaza sobre calle Santa Rosa. Estas se muestran como candelabros y están firmadas por el escultor Mortimer. Presenta además dieciséis copones del escultor Mathurin Moreau.